# نوایا گازتا
نوایا گازیتا (به روسی: Новая газета) یکی از مشهورترین روزنامه‌های روسی‌زبان منتقد دولت روسیه است.
روزنامه نوایا گازیتا در شهر مسکو منتشر می‌شود. خبرنگاران این روزنامه به دلیل گزارش‌های تحقیقاتی و افشاگرانه از وقایع سیاسی و اجتماعی روسیه، بارها مورد آزار قرار گرفته‌اند.
آنا پولیتکوفسکایا از روزنامه‌نگار برجسته روزنامه نوایا گازیتا بود که در تاریخ ۷ اکتبر ۲۰۰۶ به قتل رسید. تنها در چند سال اخیر، سه روزنامه‌نگار دیگر این روزنامه نیز به قتل رسیده‌اند.
میخائیل گورباچف، آخرین رهبر اتحاد جماهیر شوروی و الکساندر لبدوف، نایب‌رئیس اسبق دوما، ۴۹٪ از سهام روزنامه را در اختیار دارند و بقیه کارکنان روزنامه، مالک ۵۱٪ از سهام روزنامه نوایا گازیتا هستند.

## مصاحبه کم‌سابقه با رئیس‌جمهور روسیه
در تاریخ ۱۵ آوریل ۲۰۰۹ میلادی، مصاحبه اختصاصی روزنامه نوایا گازیتا با دمیتری مدودف، رئیس‌جمهور روسیه منتشر شد.
سخنگوی رئیس‌جمهور روسیه مدعی شد که دمیتری مدودف برای نشان‌دادن حمایت خود از این روزنامه که رویکردی به شدت انتقادی از دولت روسیه دارد، با آن مصاحبه کرده‌است. ولادیمیر پوتین، رئیس‌جمهور سابق و نخست‌وزیر کنونی روسیه، هرگز با این روزنامه مصاحبه نکرد و مصاحبه دمیتری مدودف، اولین مصاحبه عمده او با یک روزنامه روسی‌زبان، از زمان دریافت مقام ریاست‌جمهوری، محسوب می‌شود.

## شکایت نوه استالین
دادگاهی در مسکو پس از بررسی شکایت یوگنی جوگاشویلی، نوه یوزف استالین از روزنامه نوایا گازیتا، به دلیل انتشار مقاله‌ای دربارهٔ استالین که شاکی آن را توهین‌آمیز و دروغین می‌دانست، این شکایت را وارد ندانست و به برائت روزنامه نووایا گازتا رای داد.
این روزنامه در تاریخ ۲۲ آوریل ۲۰۰۹ میلادی، مقاله‌ای به قلم آناتولی یبلوکوف، تحت عنوان «بیریا گناهکار است» را انتشار داد و در آن نوشت که جوزف استالین، رهبر شوروی سابق به لاورنتی بیریا، رئیس سازمان مخوف امنیتی آن دوران، چکا، مستقیماً دستور داده‌بود تا هزاران نفر از شهروندان روسیه و لهستان را به قتل برساند و شخصاً زیر فرمان اعدام آن‌ها را به امضا رسانده‌بود. این کشتار در کاتین واقع در روسیه روی داد. در پی انتشار این مقاله، نوه استالین از روزنامه نووایا گازتا شکایت برد که اتهامات کذب بر پدربزرگش واردآورده و باعث هتک حرمت او شده‌است.